# 피루자바드

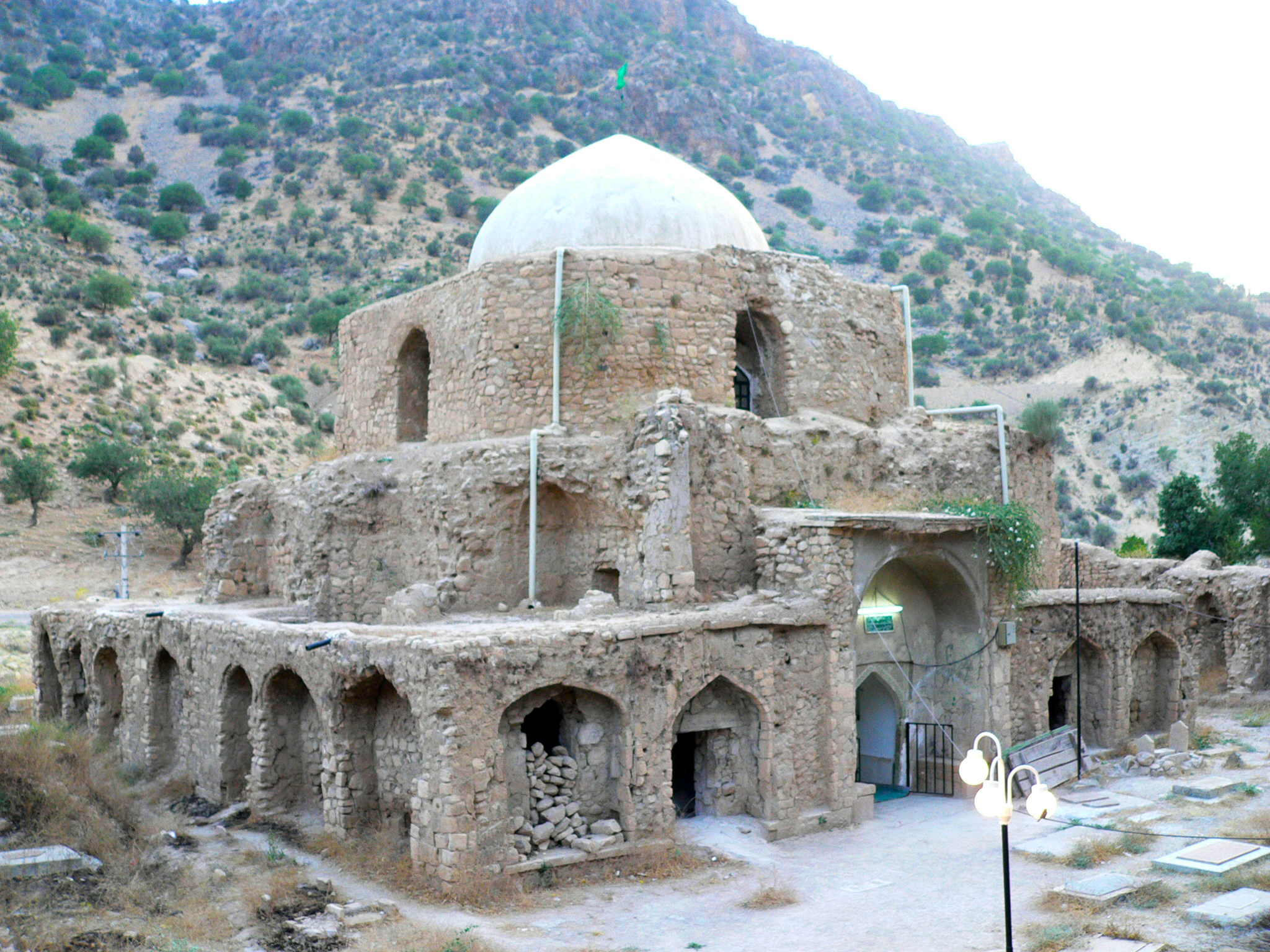

피루자바드 (페르시아어:فيروزآباد, Firuzabad)는 이란 파르스주의 도시이다. 아르다셔-하라 또는 아르다시르의 영광이라고도 부른다. 도시는 흙벽과 도랑으로 둘러싸여 있다.

## 역사
알렉산더 대왕이 원래의 고르 시를 파괴하였다. 수세기후 사산 제국의 창건자 아르다시르 1세가 도시를 되살리고 그 후 7세기에는 아랍의 침입으로 약탈되었다. 피루자바드는 영역의 저지대에 위치한다. 그리하여 알렉산더 대왕은 강의 흐름을 돌려서 도시를 공격하였다. 호수가 만들어져 아르다시르가 터널을 만들어 배수할 때까지 남아있었다. 그는 이곳에 그의 신수도를 창건하였다. 아르다시르의 신도시는 호르 아르데시르 또는 아르데시르 구라 그리고 샤르이고르 라 알려져있었다.

## 관광지
갈레 독타르와 아르데시르 왕궁 그리고 고르의 유적중에는 불의 사원이 있다.

## 주민
현대의 히루자바드 사람들은 대부분 카슈카이인의 후손이다.

## 기후
| Firuzabad의 기후         | Firuzabad의 기후 | Firuzabad의 기후 | Firuzabad의 기후 | Firuzabad의 기후 | Firuzabad의 기후 | Firuzabad의 기후 | Firuzabad의 기후 | Firuzabad의 기후 | Firuzabad의 기후 | Firuzabad의 기후 | Firuzabad의 기후 | Firuzabad의 기후 | Firuzabad의 기후 |
| 월                       | 1월              | 2월              | 3월              | 4월              | 5월              | 6월              | 7월              | 8월              | 9월              | 10월             | 11월             | 12월             | 연간             |
| ------------------------ | ---------------- | ---------------- | ---------------- | ---------------- | ---------------- | ---------------- | ---------------- | ---------------- | ---------------- | ---------------- | ---------------- | ---------------- | ---------------- |
| 일평균 최고 기온 °C (°F) | 13.6 (56.5)      | 15.0 (59.0)      | 19.3 (66.7)      | 22.5 (72.5)      | 29.6 (85.3)      | 34.2 (93.6)      | 36.7 (98.1)      | 36.6 (97.9)      | 33.9 (93.0)      | 29.0 (84.2)      | 22.4 (72.3)      | 16.9 (62.4)      | 25.8 (78.5)      |
| 일평균 최저 기온 °C (°F) | 2.0 (35.6)       | 3.0 (37.4)       | 5.6 (42.1)       | 8.8 (47.8)       | 14.1 (57.4)      | 17.8 (64.0)      | 21.4 (70.5)      | 21.0 (69.8)      | 17.5 (63.5)      | 12.8 (55.0)      | 7.7 (45.9)       | 4.5 (40.1)       | 11.4 (52.4)      |
| 평균 강수량 mm (인치)    | 72 (2.8)         | 55 (2.2)         | 35 (1.4)         | 25 (1.0)         | 1 (0.0)          | 0 (0)            | 1 (0.0)          | 0 (0)            | 0 (0)            | 7 (0.3)          | 24 (0.9)         | 48 (1.9)         | 268 (10.6)       |
| 출처: Climate-data.org   |                  |                  |                  |                  |                  |                  |                  |                  |                  |                  |                  |                  |                  |

## 같이 보기
- 바그다드의 원형 도시